# سالید انرژی
سالید انرژی (انگلیسی: Solid Energy) شرکت معدن نیوزیلندی است، که در سال ۱۹۸۷ تأسیس شد.